# Mark Rowe
Mark Rowe (ur. 28 lipca 1960) – amerykański lekkoatleta specjalizujący się w biegach sprinterskich. 

## Sukcesy sportowe
- trzykrotny medalista mistrzostw Stanów Zjednoczonych w biegu na 400 metrów: dwukrotnie złoty (1984, 1985)[1] oraz srebrny (1989)
- dwukrotny halowy mistrz Stanów Zjednoczonych: w biegu na 600 jardów (1984) oraz w biegu na 500 metrów (1989)[2]

| Rok  | Miasto       | Zawody                   | Konkurencja        | Wynik         |
| ---- | ------------ | ------------------------ | ------------------ | ------------- |
| 1985 | Paryż        | Światowe igrzyska halowe | bieg na 400 m      | brązowy medal |
| 1985 | Rzym         | Finał Grand Prix IAAF    | bieg na 400 m      | brązowy medal |
| 1987 | Indianapolis | Igrzyska panamerykańskie | sztafeta 4 x 400 m | złoty medal   |

## Rekordy życiowe
- bieg na 400 metrów – 44,71 – Houston 17/06/1989
- bieg na 400 metrów (hala) – 46,31 – Paryż 19/01/1985